# Konoe Nobutada
Konoe Nobutada (近衛 信尹, このえ のぶただ, 1565 – 1614, também conhecido como Sammyaku-In ), filho do Kampaku (regente) Sakihisa, foi um nobre do final do período Azuchi-Momoyama da história do Japão. Pertencia ao ramo Konoe do Clã Fujiwara e se tornou Kampaku (Regente) do Imperador Go-Yozei entre 1605 – 1606.

## Biografia
Em 1580 Nobutada foi nomeado Naidaijin. E em 1585 foi promovido a Shōichii (funcionário da corte de primeiro escalão sênior) e nomeado Sadaijin cargo que ocupou até 1592.
Em 1594, Nobutada irritou-se com o imperador Go-Yozei e foi exilado em Bonotsu, na província de Satsuma, Kyūshū. Ele ficou lá por três anos. Em setembro de 1596 ele recebeu a permissão imperial para retornar a Quioto e em 1601 volta a ocupar Sadaijin novamente. Em 1605 foi nomeado finalmente para o cargo de kampaku até 1606.
Nobutada veio a falecer em 25 de dezembro de 1614. Como não tinha filhos adotou Nobuhiro (1599-1649, o quarto príncipe do imperador Go-Yozei).

## Poesia
Excelente poeta de Waka criou uma escola em Quioto, Konoe-ryu e também dedicou-se a pintura, seu estilo de caligrafia o incluiu no chamado Sampit-su (os três pinceis) da era kanei junto com Hon'ami Koetsu e Shōkadō Shōjō.